# Zespół sztywności odmóżdżeniowej
Zespół sztywności odmóżdżeniowej (ang. decerebration rigidity) – zespół chorobowy powstający w wyniku uszkodzeń pnia mózgu, a zwłaszcza tworu siatkowatego poniżej jąder czerwiennych. Znamionuje się głębokimi zaburzeniami świadomości oraz wybitnym wzmożeniem napięcia mięśni prostowników kończyn. Niekiedy występuje obraz nieco odmienny, a mianowicie kończyny górne przyjmują ułożenie zgięciowe. Objawy sztywności odmóżdżeniowej mogą występować u nieprzytomnego chorego napadowo, w odpowiedzi na bodźce dotykowe lub bólowe.
Sztywność odmóżdżeniowa występuje w ciężkich urazach pnia, w krwotokach mózgowych i podpajęczynówkowych, niekiedy w przypadkach guzów i zapaleń mózgu.
Rokowanie jest przeważnie niepomyślne.